# Jo-ha-kyū
Jo-ha-kyū (序破急 (tự phá cấp)) là một khái niệm về sự lên xuống trầm bổng và chuyển động được áp dụng trong nhiều loại hình nghệ thuật truyền thống của Nhật Bản. Được dịch thô là "sự bắt đầu, phá vỡ, mau lẹ", về cơ bản nó có nghĩa là tất cả các hành động hoặc nỗ lực nên bắt đầu từ từ, rồi tăng tốc và kết thúc nhanh chóng. Khái niệm này được áp dụng cho các yếu tố của trà đạo, kendō và các môn võ khác, cho tới cốt truyện trong kịch nghệ truyền thống, và các hình thức thơ cộng tác (collaborative poetry) truyền thống có vần điệu được liên kết renga và renku (haikai no renga).
Khái niệm này có nguồn gốc từ nhã nhạc gagaku, cụ thể là cách phân biệt và mô tả các yếu tố của âm nhạc. Mặc dù cuối cùng được hợp lại thành một số nguyên tắc, nó đã được chuyển thể một cách tài tình và được phân tích cũng như thảo luận kỹ lưỡng bởi nhà viết kịch Noh vĩ đại Zeami, người xem nó như là một khái niệm phổ quát áp dụng cho các kiểu mẫu chuyển động của vạn vật.

## Kịch nghệ
Lĩnh vực mà jo-ha-kyū có lẽ được sử dụng nhiều nhất ở tất cả các cấp độ là sân khấu. Theo dõi các kịch bản của Zeami, tất cả các hình thức chính của kịch nghệ truyền thống Nhật Bản (Noh, kabuki, và jōruri) đều sử dụng khái niệm jo-ha-kyū trong việc lựa chọn và sắp xếp các vở kịch trong một ngày, và thành phần và nhịp độ của các hành động trong một vở kịch, đến các hành động cá nhân của các diễn viên.
Zeami, trong tác phẩm "Sandō" (Tham Đạo), ban đầu đã mô tả một vở kịch noh 5 phần (5 dan) như một hình thức lý tưởng. Nó bắt đầu từ từ và hợp lý trong phần thứ nhất (jo), xây dựng kịch tính và căng thẳng trong phần thứ hai, ba và bốn (ha), với điểm cao trào ở phần dan thứ ba, và kết thúc nhanh chóng với sự trở lại không khí yên bình và thuận lợi trong phần dan thứ năm (kyū).
Quan niệm này sau đó được chuyển thể thành jōruri và kabuki, nơi mà các vở kịch thường được sắp xếp thành năm hồi với các lý do căn bản tương tự. Takemoto Gidayū, một kép hát jōruri vĩ đại, là người đầu tiên mô tả các mô hình hoặc logic đằng sau năm hồi, cũng tương đồng với năm loại kịch Noh được biểu diễn trong một ngày.
Ông mô tả hồi đầu tiên là "Tình yêu"; vở kịch mở ra một cách hợp lý, sử dụng các chủ đề nhẹ nhàng và âm nhạc dễ chịu để thu hút sự chú ý của khán giả. Hồi thứ hai được mô tả là "Chiến binh và chiến trận" (shura). Mặc dù không cần phải có một trận đấu thực tế, nhưng nó thường được đặc trưng bởi nhịp độ cao và tính mãnh liệt của âm mưu. Hồi thứ ba, cao trào của cả vở kịch, được đặc trưng bởi sự thống thiết và bi kịch. Cốt truyện đã đạt được đỉnh điểm kịch tính của nó. Takemoto mô tả hồi thứ tư là một michiyuki (hành trình), thoát khỏi sự kịch tính dữ dội của hồi cao trào, và thường bao gồm chủ yếu là bài hát và điệu nhảy hơn là đối thoại và âm mưu. Hồi thứ năm, do đó, là một hồi kết nhanh. Tất cả các chi tiết rời rạc được kết nối lại, và vở kịch trở lại với một thiết lập tốt đẹp.

## Thơ ca
Năm 1356, Nijō Yoshimoto đã tạo lập nên những thành tố chương hồi của renga, haikai và noh bằng việc yêu cầu jo-ha-kyū với renga trong quyển Tsukubashū (菟玖波集)